# Ulicko Zarębane
Ulicko Zarębane (ukr. Зарубани, Zarębane) – wieś na Ukrainie, w rejonie jaworowskim obwodu lwowskiego. Wieś liczy około 220 mieszkańców.
W II Rzeczypospolitej do 1934 samodzielna gmina jednostkowa. Następnie należała do zbiorowej wiejskiej gminy Potylicz w powiecie rawskim w woj. lwowskim. Po wojnie wieś weszła w struktury administracyjne Związku Radzieckiego.